# ستيوارت إروين
ستيوارت إروين (بالإنجليزية: Stuart Erwin)‏ مواليد 14 فبراير 1903 في مقاطعة فريسنو، الولايات المتحدة - الوفاة 21 ديسمبر 1967 في بيفرلي هيلز، الولايات المتحدة، هو ممثل أمريكي بدأ مسيرته الفنية سنة 1922. امتدت مسيرته الفنية لأكثر من 45 عاما.

## الأعمال
- يعيش فيلا
- مدينتنا

## روابط خارجية
- ستيوارت إروين على موقع IMDb (الإنجليزية)
- ستيوارت إروين على موقع ألو سيني (الفرنسية)
- ستيوارت إروين على موقع أول موفي (الإنجليزية)
- ستيوارت إروين على موقع قاعدة بيانات برودواي على الإنترنت (الإنجليزية)
- ستيوارت إروين على موقع قاعدة بيانات الأفلام السويدية (السويدية)
- ستيوارت إروين على موقع إن إن دي بي (الإنجليزية)
- ستيوارت إروين على موقع ديسكوغز (الإنجليزية)
- ستيوارت إروين على موقع قاعدة بيانات الفيلم (الإنجليزية)
- ستيوارت إروين على موقع كينوبويسك (الروسية)